# Zafimaniry
Els zafimaniry són un poble de Madagascar que es troben a la part sud de les terres centrals de l'illa. Alguns estudiosos els consideren com un subgrup dels betsileo, però ells mateixos no s'anomenen «ni Betsileo ni Tanala».
Varen establir-se al segle xviii a les muntanyes boscoses del sud-est del país fugint de la desforestació que feia estralls en aquella època en gran part del país, i avui en dia queden uns 25.000 zafimaniry repartits en una centena de pobles i llogarrets disseminats a les muntanyes de la regió. La comunitat és l'última dipositària d'una cultura original del treball de la fusta, que abans estava difosa per tota l'illa. El «treball de la fusta dels zafimaniry» fou proclamat l'any 2003 per la UNESCO i inscrit l'any 2008 en la llista representativa del Patrimoni Cultural Immaterial de la Humanitat, amb un pla per tal de salvaguardar i promoure la fusteria zafimaniry i assegurar la seva transmissió a les generacions més joves.

## El treball de la fusta

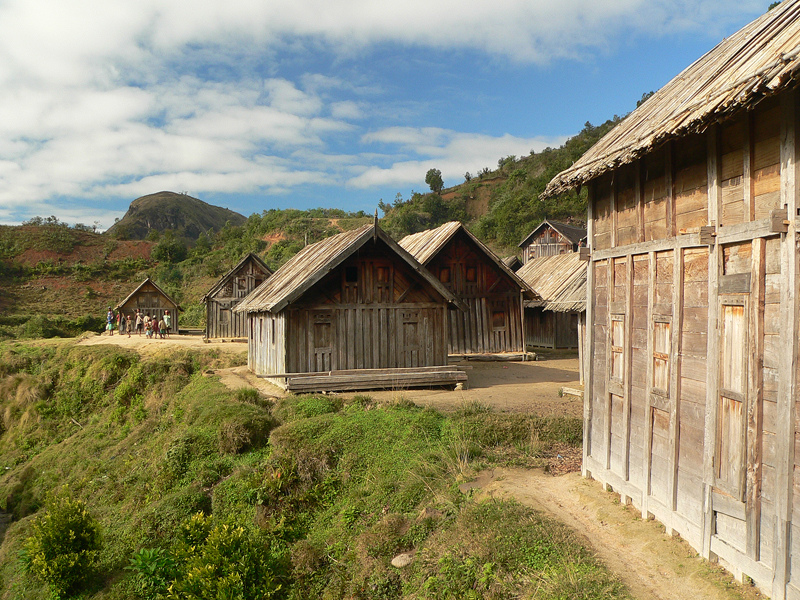
Cases de fusta en un llogaret zafimaniry, al centre de Madagascar

El zafimaniry, fusters i artesans des de generacions, han creat al voltant del treball de la fusta tot un conjunt de tècniques i de coneixements. Fan servir la fusta de vint espècies d'arbres endèmics, cadascun adaptat a un tipus de construcció determinada o a una funció decorativa específica. Pràcticament totes les superfícies de fusta (parets, finestres, pals, bigues, tamborets, cofres, eines) es troben fina i acuradament treballades. Però després de la desforestació causada per la tala i crema d'arbres per afavorir l'agricultura, alguns dels antics pobles abans envoltats de boscos són ara a més d'un dia de camí dels boscos més propers.
Els motius geomètrics que decoren les majoria d'objectes de fusta no només reflecteixen els orígens austronesis de la comunitat sinó també les influències àrabs en la cultura malgaix i, fins i tot, l'herència dels missioners escandinaus. Malgrat existeix un nombre limitat de patrons decoratius, la creativitat dels artesans fa que cada peça sigui única. La riquesa simbòlica d'aquests motius és l'expressió de les creences i valors dels zafimaniry. Per exemple, la tanamparoratra (teranyina) simbolitza els llaços familiars mentre que el papintantely (rusc) representa la vida comunitària. Els motius també indiquen la posició social de l'individu dins del grup.

## Turisme
Els pobles i llogarets zafimaniry només són accessibles a peu. Encara que des de fa dècades venen petites estàtues, objectes decoratius o d'ús quotidià a les ciutats de l'entorn per assegurar la seva subsistència, el desenvolupament turístic podria alterar les tradicions dels artesans transformant als vilatans en simples fabricants d'objectes d'artesania per al turisme.